# Слов'янські пам'ятки Сокирянщини
Слов'янські пам'ятки Сокирянщини - на території нишішнього Сокирянського [Сокирянський район] району Чернівецька область Україна.
Першоджерелами стародавньої історії є археологічні пам’ятки. В описі кожного пункту, зробленого відомим українським археологом, публіцистом, доктором історичних наук Борисом Онисимовичем Тимощуком Тимощук Борис Онисимович, подається перша письмова згадка про нього, потім – короткі відомості про слов’яно-руські та ранньослов’янські пам’ятки, далі – відомості про залишки інших, більш ранніх культур.

## Білоусівка
Згадується 22 серпня 1447 р. як Билосовци. За 2 км на захід від села розташоване ранньослов’янське поселення черняхівської культури (ІІ-V ст. н. е.).

## Василівка
Згадується 14 січня 1447 р. Давньоруське селище і могильник XII-XV ст. виявлені в північній частині села, на правому березі р. Коболча. За археологічними даними, село виникло не пізніше XII ст. В урочищі "Толоч" виявлене ранньослов'янське поселення черняхівської культури (ІІ-V ст. н. е.).

## Вишнева
Зникле село. Згадується 1437 р. як Вишнівці. Було розташоване на Дністрі біля с. Ломачинці Сокирянського району, в урочищі "Вишнева". За археологічними даними, село існувало в XII-XV ст. В урочищі "Вишнева" також виявлене поселення черняхівської культури (ІІ-V ст. н. е.) та знайдено кам’яного ідола.

## Вітрянка
Згадується в XVIII ст. В центрі села, на схилі яру, біля школи розташоване давньоруське селище XII-XIII ст. Ранньослов’янське поселення черняхівської культури (ІІ-V ст. н. е.) виявлено на північно-східній околиці села, на лівому березі "Потоку".

## Волошкове
Згадується з XVIII ст. За археологічними даними, село існує з XIV ст. Ранньослов’янські поселення черняхівської культури (ІІ-V ст. н. е.) виявлені в урочищах "Сабарський яр", "Комісія" і "На валу". В урочищі "На валу" розташоване городище. Його майданчик розміром 40х50 м з напільного боку укріплений трьома валами і трьома ровами, розміщеним поряд. Культурний шар на городищі відсутній.

## Гвіздівці
Згадуються в 1432 р. За археологічними даними,  село виникло не раніше XIV ст. Давньоруське селище і могильник XIV-XV ст. виявлені в центрі села, на правому березі р. Вілії. Ранньослов’янські поселення черняхівської культури (ІІ-V ст. н. е.) розташовані в центрі села, на правому березі Вілії та в урочищі "Студена криниця".

## Дубова
Зникле село. Було розташоване на Дністрі поблизу с. Непоротове Сокирянського району. Згадується 14 січня 1447 р. Його рештки зберезгися на першій надлуговій терасі Дністра, в урочищі "Дубова". За орхеологічними даними, село існувало в XII-XV ст. В урочищі "Дубова" також виявлене поселення черняхівської культури (ІІ-V ст. н. е.).

## Коболчин
Згадується 22 серпня 1447 р. Давньоруське селище XIV-XV ст. виявлене в південно-східній частині села, на лівому березі річки Коболча. В північній частині давнього поселення розташоване кладовище з підплитовими похованнями. На північ від села, в "Чорному лісі" є городище. Земляний вал і рів обмежують майданчик розміром 150х30м. Культурного шару в городищі не виявлено.

## Кормань
Згадується з XVIII ст. Ранньослов’янські почелення черняхівської культури (ІІ-V ст. н. е.) розташовані в урочищах "Кринички", "Дільниця" і "Вишнева".

## Кулішівка
Згадується 14 січня 1437 р. В західній частині села, в урочищі "Леонтієве" розташоване давньоруське селище XII-XIII ст. На високому березі Дністра, в урочищі "Паланка" розташоване городище. Тут збереглися п’ять земляних валів. На майданчику городища виявлено давньоруський культурний шар XII-XIII ст. Ранньослов’янське поселення черняхівської культури (ІІ-V ст. н. е.) виявлене в урочищі "Підмет".

## Ломачинці
Згадуються з XVII ст. За 1,5 км на захід від села, на високому мисі розташоване давньоруське городище VIII-XIII ст. В урочищах "Панське поле" і "Попова долина" розташовані ранньослов’янські поселення черняхівської культури (ІІ-V ст. н. е.).

## Михалкове
Згадується з XVII ст.  Ранньослов’янські поселення черняхівської культури (ІІ-V ст. н. е.) виявлені в урочищі "Довга долина" та "Жоржовий став".

## Молодове
Згадується з XVII ст. Ранньослов’янське поселення черняхівської культури (ІІ-V ст. н. е.) розташоване біля хутора Лапатина, в урочищі "Щовб".

## Непоротово
Згадується 14 січня 1447 р. На схід від села, на високому мисі над Дністром, в урочищі "Галиця" розташоване довньоруське городище XII-XIII ст. Його центральний майданчик діаметром 50 м з напільного боку укріплений двома масивними дугоподібними земляними валами і ровами. На території городище виявлене поселення трипільської\ культури та ранньозалізної доби (IX-VI ст. до н. е.). На південь від села, на високому мисі "Щовб" розташоване городище XII-XIII ст.

## Романківці
Згадуються з XVII ст. За 3 км на північний схід від села, в  саду розташоване слов’янське поселення VIII-X ст. В урочищі "Карликів" виявлено слов’янське поселення VIII-IX ст. та рештки зниклого села XIV-XV ст.

## Сокиряни
Згадуються з XVII ст. За орхеологічними даними, село існувало в другій половині XIV ст. В урочищі "Тогуряни" розташоване ранньослов’янське поселення черняхівської культури (ІІ-V ст. н. е.).

## Шебутенці
Згадуються з XVII ст. За 1 км на захід від села, в урочищі "Сокира" розташоване давньоруське поселення XI-XIII ст. та поселення черняхівської культури (ІІ-V ст. н. е.).
(За Борисом Тимощуком).